# Selección femenina de baloncesto de Venezuela
La selección femenina de baloncesto de Venezuela es el equipo formado por jugadoras de nacionalidad venezolana que representa a la Federación Venezolana de Baloncesto (FVB) en las competiciones internacionales organizadas por la Federación Internacional de Baloncesto (FIBA) o el Comité Olímpico Internacional (COI): los Juegos Olímpicos, la Copa Mundial de Baloncesto, el Campeonato FIBA Américas y el Campeonato Sudamericano de Baloncesto.

## Plantilla
- Lista de jugadoras convocadas que disputaron la FIBA AmeriCup Femenina de 2023.[2]

| Venezuela                 | Venezuela        | Venezuela | Venezuela | Venezuela | Venezuela                    |
| Num                       | Jugador          | Pos       | Altura    | Edad      | Equipo                       |
| ------------------------- | ---------------- | --------- | --------- | --------- | ---------------------------- |
| 2                         | Génesis Rivera   | A         | 1,78 m    | 27        | Aguada                       |
| 3                         | Bárbara Pico     | B         | 1,72 m    | 21        | Pastoras de Lara             |
| 6                         | Yosimar Corrales | A         | 1,81 m    | 33        | Cayenas de Carabobo          |
| 7                         | Guadalupe Díaz   | E         | 1,68 m    | 23        | Taurinas de Girardot         |
| 8                         | Ivaney Márquez   | A         | 1,81 m    | 40        | Cayenas de Carabobo          |
| 9                         | Daniela Wallen   | A         | 1,80 m    | 28        | Keflavík                     |
| 11                        | Mariana Durán    | B         | 1,72 m    | 30        | A Dil Basket 2000            |
| 13                        | Jormelys Urbina  | E         | 1,71 m    | 26        | Caribeñas de Caracas         |
| 14                        | Waleska Pérez    | B         | 1,81 m    | 29        | Abejas de León               |
| 19                        | Leudys Quevedo   | AP        | 1,83 m    | 24        | Cayenas de Carabobo          |
| 22                        | Aguehil Fajardo  | P         | 1,84 m    | 23        | Esgueira/Aveiro              |
| 25                        | Yolimar Martínez | P         | 1,84 m    | 28        | Capitalinas Distrito Capital |
| Entrenador: Eduardo Pinto |                  |           |           |           |                              |

## Partidos

### Próximos encuentros
| Fecha                   | Ciudad   | Competición                     | Local          |                           | Resultado |                        | Visitante   |
| ----------------------- | -------- | ------------------------------- | -------------- | ------------------------- | --------- | ---------------------- | ----------- |
| 1 de julio de 2023      | León     | FIBA AmeriCup 2023              | Estados Unidos | Bandera de Estados Unidos | 80:54     | Bandera de Venezuela   | Venezuela   |
| 2 de julio de 2023      | León     | FIBA AmeriCup 2023              | Venezuela      | Bandera de Venezuela      | 76:90     | Bandera de Brasil      | Brasil      |
| 3 de julio de 2023      | León     | FIBA AmeriCup 2023              | Cuba           | Bandera de Cuba           | 85:106    | Bandera de Venezuela   | Venezuela   |
| 5 de julio de 2023      | León     | FIBA AmeriCup 2023              | Venezuela      | Bandera de Venezuela      | 56:58     | Bandera de Argentina   | Argentina   |
| 7 de julio de 2023      | León     | FIBA AmeriCup 2023              | Puerto Rico    | Bandera de Puerto Rico    | 89:86     | Bandera de Venezuela   | Venezuela   |
| 25 de octubre de 2023   | Santiago | Juegos Panamericanos 2023       | Colombia       | Bandera de Colombia       | 73:57     | Bandera de Venezuela   | Venezuela   |
| 26 de octubre de 2023   | Santiago | Juegos Panamericanos 2023       | Venezuela      | Bandera de Venezuela      | 47:94     | Bandera de Brasil      | Brasil      |
| 27 de octubre de 2023   | Santiago | Juegos Panamericanos 2023       | Venezuela      | Bandera de Venezuela      | 71:65     | Bandera de México      | México      |
| 28 de octubre de 2023   | Santiago | Juegos Panamericanos 2023       | Chile          | Bandera de Chile          | 70:79     | Bandera de Venezuela   | Venezuela   |
| 9 de noviembre de 2023  | Medellín | Preclasificatorio Olímpico 2023 | Canadá         | Bandera de Canadá         | 81:39     | Bandera de Venezuela   | Venezuela   |
| 10 de noviembre de 2023 | Medellín | Preclasificatorio Olímpico 2023 | Venezuela      | Bandera de Venezuela      | 57:65     | Bandera de Puerto Rico | Puerto Rico |
| 12 de noviembre de 2023 | Medellín | Preclasificatorio Olímpico 2023 | Colombia       | Bandera de Colombia       | 77:72     | Bandera de Venezuela   | Venezuela   |

## Plantillas anteriores
- Juegos Panamericanos 1983: finalizó 5° de 6 equipos.

Yorma Meléndez, Anna Pannarale, Adalinda Espinoza, Nancy Ereu, Dora Casado, Rosa Meléndez, Aída Riera, Melba Cortez, Zuleima Valera, María Velasco, Neleida Arteaga, Beatriz Cabrera.
- Campeonato Sudamericano 2006: finalizó 6° de 8 equipos.

Fanny Díaz, Adalinda Espinoza, Cleyder Blanco, Ivaney Márquez, Katherine Monasterio, Janeth Castillo, Jesy Castillo, Jofranny Guerra, María Villarroel, Verónica Hernández.
- Campeonato Sudamericano 2008: finalizó 4° de 6 equipos.

María Requena, Roselis Silva, Yosimar Corrales, María Cabrices, Ivaney Márquez, Jofranny Guerra, Kiancy Barragán, Jesy Castillo, Cleyder Blanco, Endrina Bolívar, María Villarroel, Verónica Hernández.
- Campeonato FIBA Américas 2009: finalizó 7° de 8 equipos.

Roselis Silva, Yoseimar Díaz, María Requena, Dayanet Dolande, Fanny Díaz, Sharol Renault, Jofranny Guerra, Ayalexis Ylarraza, Cleyder Blanco, Enmy Blanco, María Villarroel, María Cabrices. Entrenador: Enrique Gil
- Campeonato Sudamericano 2010: finalizó 6° de 7 equipos.

Iriana Velásquez, Roselis Silva, Yosimar Corrales, Mariana Durán, Waleska Pérez, Endrina Bolívar, Cleyder Blanco, Enmy Blanco, María Villarroel, Ayalexis Ylarraza. Entrenador: Enrique Gil
- Campeonato Sudamericano 2013: finalizó 4° de 8 equipos.

María Requena, Roselis Silva, Yosimar Corrales, Jofranny Guerra, Ivaney Márquez, Daniela Wallen, Luisana Ortega, Mariana Durán, Cleyder Blanco, Marielka Gárate, Waleska Pérez. Entrenador: Óscar Silva
- Campeonato FIBA Américas 2013: finalizó 8° de 10 equipos.

María Requena, Roselis Silva, Yosimar Corrales, Ivaney Márquez, Daniela Wallen, Luisana Ortega, Amanda Torres, Cleyder Blanco, Mayerling Landaeta, Waleska Pérez, Siuly Marcano. Entrenador: Óscar Silva
- Campeonato Sudamericano 2014: finalizó 3°  de 10 equipos.

Cynthia Polanco, Roselis Silva, Yosimar Corrales, Irena Tazón, Ivaney Márquez, Daniela Wallen, Luisana Ortega, Mariana Durán, Cleyder Blanco, Edicta Blanco, Waleska Pérez, Siuly Marcano. Entrenador: Óscar Silva
- Juegos Panamericanos 2015: finalizó 7° de 8 equipos.

Mayerling Landaeta, Roselis Silva, Yosimar Corrales, Ana García, Ivaney Márquez, Daniela Wallen, Luisana Ortega, Mariana Durán, Cleyder Blanco, Marielka Gárate, Waleska Pérez, Cynthia Polanco. Entrenador: Óscar Silva
- Campeonato FIBA Américas 2015: finalizó 5° de 10 equipos.

Roselis Silva, Yosimar Corrales, Ana García, Ivaney Márquez, Daniela Wallen, Luisana Ortega, Mariana Durán, Cleyder Blanco, Marielka Gárate, Waleska Pérez, Cynthia Polanco, Mirna Araujo. Entrenador: Óscar Silva
- Campeonato Sudamericano 2016: finalizó 2°  de 9 equipos.

Mayerling Landaeta, Roselis Silva, Yosimar Corrales, Ana García, Ivaney Márquez, Daniela Wallen, Luisana Ortega, Mariana Durán, Marielka Gárate, Waleska Pérez, Sharol Renault, Dianora Rivas. Entrenador: Óscar Silva
- Torneo Preolímpico 2016: finalizó 12° de 12 equipos.

Mayerling Landaeta, Roselis Silva, Yosimar Corrales, Ana García, Ivaney Márquez, Daniela Wallen, Luisana Ortega, Mariana Durán, Marielka Gárate, Waleska Pérez, Sharol Renault, Dianora Rivas. Entrenador: Óscar Silva
- Campeonato FIBA Américas 2017: finalizó 9° de 10 equipos.

Thalia García, Yosimar Corrales, Ivaney Márquez, Daniela Wallen, Luisana Ortega, Mariana Durán, Sharol Renault, Marielka Gárate, Waleska Pérez, Siuly Marcano, Odeth Betancourt. Entrenador: Óscar Silva
- Campeonato Sudamericano 2018: finalizó 5° de 8 equipos.

Génesis Rivera, Odeth Betancourt, Yosimar Corrales, Luisanny Zapata, Ivaney Márquez, Daniela Wallen, Luisana Ortega, Mariana Durán, Sharol Renault, Marielka Gárate, Waleska Pérez, Yanetsy Zamaro. Entrenador: Jesús Rafael
- Campeonato FIBA Américas 2021: finalizó 6° de 10 equipos.

Nohelia Chile, Génesis Rivera, Yosimar Corrales, Luisanny Zapata, Daniela Wallen, Jairennys Arias, Cynthia Polanco, Dayenlys Veliz, Waleska Pérez, Siuly Marcano, Aguehil Fajardo, Guadalupe Díaz. Entrenador: Eduardo Pinto
- Campeonato Sudamericano 2022: finalizó 4° de 8 equipos.

Nohelia Chile, Bárbara Pico, Odeth Betancourt, Yosimar Corrales, Luisanny Zapata, Ivaney Márquez, Daniela Wallen, Mariana Durán, Yolimar Martínez, Waleska Pérez, Aguehil Fajardo, Guadalupe Díaz. Entrenador: Eduardo Pinto
- Campeonato FIBA Américas 2023: finalizó 6° de 10 equipos.

Génesis Rivera, Bárbara Pico, Yosimar Corrales, Guadalupe Díaz, Ivaney Márquez, Daniela Wallen, Mariana Durán, Jormelys Urbina, Waleska Pérez, Leudys Quevedo, Aguehil Fajardo, Yolimar Martínez. Entrenador: Eduardo Pinto
- Juegos Panamericanos 2023: finalizó 5° de 8 equipos.

Bárbara Pico, Génesis Rivera, Yosimar Corrales, Guadalupe Díaz, Gisell Ramírez, Ivaney Márquez, Marielka Gárate, Mariana Durán, Waleska Pérez, Jormelys Urbina, Aguehil Fajardo, Leudys Quevedo. Entrenador: Eduardo Pinto
- Torneo Preclasificatorio Olímpico 2023: finalizó 4° de 4 equipos.

Nohelia Chile, Génesis Rivera, Bárbara Pico, Yosimar Corrales, Guadalupe Díaz, Ivaney Márquez, Daniela Wallen, Marielka Gárate, Mariana Durán, Jormelys Urbina, Waleska Pérez, Aguehil Fajardo. Entrenador: Eduardo Pinto

## Historial

### Copa Mundial
| Copa Mundial de Baloncesto | Copa Mundial de Baloncesto | Copa Mundial de Baloncesto | Copa Mundial de Baloncesto | Copa Mundial de Baloncesto | Copa Mundial de Baloncesto |
| -------------------------- | -------------------------- | -------------------------- | -------------------------- | -------------------------- | -------------------------- |
| - 1953: No calificó        |                            | - 1979: No calificó        |                            | - 2006: No calificó        |                            |
| - 1957: No calificó        |                            | - 1983: No calificó        |                            | - 2010: No calificó        |                            |
| - 1959: No calificó        |                            | - 1986: No calificó        |                            | - 2014: No calificó        |                            |
| - 1964: No calificó        |                            | - 1990: No calificó        |                            | - 2018: No calificó        |                            |
| - 1967: No calificó        |                            | - 1994: No calificó        |                            | - 2022: No calificó        |                            |
| - 1971: No calificó        |                            | - 1998: No calificó        |                            | - 2026: No calificó        |                            |
| - 1975: No calificó        |                            | - 2002: No calificó        |                            |                            |                            |

### Juegos Olímpicos
| Baloncesto en los Juegos Olímpicos | Baloncesto en los Juegos Olímpicos | Baloncesto en los Juegos Olímpicos | Baloncesto en los Juegos Olímpicos | Baloncesto en los Juegos Olímpicos | Baloncesto en los Juegos Olímpicos |
| ---------------------------------- | ---------------------------------- | ---------------------------------- | ---------------------------------- | ---------------------------------- | ---------------------------------- |
| - 1976: No calificó                |                                    | - 1996: No calificó                |                                    | - 2016: No calificó                |                                    |
| - 1980: No calificó                |                                    | - 2000: No calificó                |                                    | - 2020: No calificó                |                                    |
| - 1984: No calificó                |                                    | - 2004: No calificó                |                                    | - 2024: No calificó                |                                    |
| - 1988: No calificó                |                                    | - 2008: No calificó                |                                    | - 2028: ?                          |                                    |
| - 1992: No calificó                |                                    | - 2012: No calificó                |                                    |                                    |                                    |

### Campeonato FIBA Américas
| Campeonato FIBA Américas | Campeonato FIBA Américas | Campeonato FIBA Américas | Campeonato FIBA Américas | Campeonato FIBA Américas | Campeonato FIBA Américas |
| ------------------------ | ------------------------ | ------------------------ | ------------------------ | ------------------------ | ------------------------ |
| - 1989: No calificó      |                          | - 2005: No calificó      |                          | - 2019: No calificó      |                          |
| - 1993: No calificó      |                          | - 2007: No calificó      |                          | - 2021: 6° Lugar         |                          |
| - 1995: No calificó      |                          | - 2009: 7° Lugar         |                          | - 2023: 6° Lugar         |                          |
| - 1997: No calificó      |                          | - 2011: No calificó      |                          | - 2025: No calificó      |                          |
| - 1999: 8° Lugar         |                          | - 2013: 8° Lugar         |                          |                          |                          |
| - 2001: No calificó      |                          | - 2015: 5° Lugar         |                          |                          |                          |
| - 2003: No calificó      |                          | - 2017: 9° Lugar         |                          |                          |                          |

### Campeonato Sudamericano
| Campeonato Sudamericano de Baloncesto | Campeonato Sudamericano de Baloncesto | Campeonato Sudamericano de Baloncesto | Campeonato Sudamericano de Baloncesto | Campeonato Sudamericano de Baloncesto | Campeonato Sudamericano de Baloncesto |
| ------------------------------------- | ------------------------------------- | ------------------------------------- | ------------------------------------- | ------------------------------------- | ------------------------------------- |
| - 1946: No calificó                   |                                       | - 1972: No calificó                   |                                       | - 2001: 6° Lugar                      |                                       |
| - 1948: No calificó                   |                                       | - 1974: No calificó                   |                                       | - 2003: 4° Lugar                      |                                       |
| - 1950: No calificó                   |                                       | - 1977: No calificó                   |                                       | - 2005: 4° Lugar                      |                                       |
| - 1952: No calificó                   |                                       | - 1978: No calificó                   |                                       | - 2006: 6° Lugar                      |                                       |
| - 1954: No calificó                   |                                       | - 1981: 7° Lugar                      |                                       | - 2008: 4° Lugar                      |                                       |
| - 1956: No calificó                   |                                       | - 1984: 7° Lugar                      |                                       | - 2010: 6° Lugar                      |                                       |
| - 1958: No calificó                   |                                       | - 1986: No calificó                   |                                       | - 2013: 4° Lugar                      |                                       |
| - 1960: No calificó                   |                                       | - 1989: 6° Lugar                      |                                       | - 2014:                               |                                       |
| - 1962: No calificó                   |                                       | - 1991: No calificó                   |                                       | - 2016:                               |                                       |
| - 1965: No calificó                   |                                       | - 1993: No calificó                   |                                       | - 2018: 5° Lugar                      |                                       |
| - 1967: No calificó                   |                                       | - 1995: No calificó                   |                                       | - 2022: 4° Lugar                      |                                       |
| - 1968: No calificó                   |                                       | - 1997: 6° Lugar                      |                                       | - 2024: 4° Lugar                      |                                       |
| - 1970: 8° Lugar                      |                                       | - 1999:                               |                                       |                                       |                                       |

### Juegos Panamericanos
| Juegos Panamericanos | Juegos Panamericanos | Juegos Panamericanos | Juegos Panamericanos | Juegos Panamericanos | Juegos Panamericanos |
| -------------------- | -------------------- | -------------------- | -------------------- | -------------------- | -------------------- |
| - 1951: No calificó  |                      | - 1979: No calificó  |                      | - 2007: No calificó  |                      |
| - 1955: No calificó  |                      | - 1983: 5° Lugar     |                      | - 2011: No calificó  |                      |
| - 1959: No calificó  |                      | - 1987: No calificó  |                      | - 2015: 7° Lugar     |                      |
| - 1963: No calificó  |                      | - 1991: No calificó  |                      | - 2019: No calificó  |                      |
| - 1967: No calificó  |                      | - 1995: No calificó  |                      | - 2023: 5° Lugar     |                      |
| - 1971: No calificó  |                      | - 1999: No calificó  |                      | - 2027: ?            |                      |
| - 1975: No calificó  |                      | - 2003: No calificó  |                      |                      |                      |

## Palmarés

### Selección absoluta

#### Torneos oficiales
- Campeonato Sudamericano de Baloncesto:
  -  Subcampeón (1): 2016
  -  Tercer lugar (2): 1999, 2014

- Centrobasket:
  -  Tercer lugar (1): 1971

- Juegos Centroamericanos y del Caribe:
  -  Tercer lugar (1): 1959

### Selecciones juveniles
- Campeonato Sudamericano de Baloncesto Sub-17:
  -   Campeón (1): 2007
  -  Subcampeón (1): 2015
  -  Tercer lugar (1): 2000

- Campeonato Sudamericano de Baloncesto Sub-15:
  -   Campeón (1): 2024
  -  Subcampeón (4): 2006, 2012, 2014, 2016
  -  Tercer lugar (7): 1987, 1990, 1998, 2004, 2005, 2009, 2010

- Campeonato Sudamericano de Baloncesto Sub-14:
  -  Subcampeón (1): 2015